# Felicisimo Ampon
Felicisimo Ampon (27 oktober 1920 – 7 oktober 1997) was een tennisser uit de Filipijnen. Hij wordt wel beschouwd als de beste Filipijnse tennisser uit de geschiedenis. Zijn beste resultaten in de grandslam-toernooien boekte hij eind jaren 40 en begin jaren 50. Zo bereikte hij in 1952 en 1953 de kwartfinale op Roland Garros. Ook won hij diverse gouden medailles op uiteenlopende Spelen. In 1934 won Ampon een gouden medaille op de Far Eastern Games. In 1950 won hij het enkelspel op de Pan-Amerikaanse Spelen en in 1958 won hij het dubbelspel op de Aziatische Spelen.
Ampon speelde bijna dertig jaar lang voor de Filipijnen in de Davis Cup en is Filipijns recordhouder wat betreft het aantal enkelspeloverwinningen (34) en totaal aantal overwinningen (40).

## Carrière
Felicisimo Ampon was een zoon van voormalig tennisspeler Felix Ampon. Ook Felicisimo's zus was een tennisspeelster en in haar tijd een van de beste speelsters van Azië
Ampon begon zijn carrière voortvarend toen hij in 1934, op veertienjarige leeftijd, de gouden medaille bij het mannenenkelspel op de Far Eastern Games wist te winnen. Hij deed daarna tweemaal mee met het Filipijnse Amateur Tennis Kampioenschap en bereikte beide keren de play-offs. In 1936 verloor hij in de kwartfinale van de latere finalist Juanito Gavia met 3–6, 4–6 en 3–6. In 1937 bereikte hij door winst op Sam Ang en Alfredo Diy de finale waarin hij verloor van Leonardo Gavia jr. met 3–6, 5–7, 6–2 en 3–6. Datzelfde jaar behaalde hij wel succes in de Davis Cup, toen hij de enkelspeltitel veroverde. Hij is daarmee de enige Filipino die ooit een titel in de Davis Cup behaalde. De jaren daarop domineerde het Filipijnse team met Ampon in de hoofdrol, de Oostelijke Zone. Andere Filipino's die in dat team speelden waren Raymundo Deyro, Johnny Jose en Cesar Carmona.
Na de oorlog deed Ampon in 1950 mee aan de Pan-Amerikaanse Spelen in Mexico-Stad. Hij versloeg er Davis Cup-legende Bill Talbert in de halve finale en tweevoudig grandslamfinalist Tom Brown in de finale en behaalde zo de gouden medaille in het enkelspel. Deze overwinning leverde Ampon de onderscheiding "Sporter van het jaar" van de Philippines Sportswriters Association op.
In 1952 bereikte Ampon de kwartfinales op Roland Garros. Daarin verloor hij nipt van de nummer 1 van de wereld, de Australiër Frank Sedgman. Het jaar daarop herhaalde hij dit resultaat. Hij won in de vierde ronde van de Amerikaan Budge Patty met 6–4, 6–2 en 6–4, maar verloor in de kwartfinale van de uiteindelijke winnaar Ken Rosewall uit Australië met 2–6, 1–6 en 1–6. Deze kwartfinaleplaatsen in 1952 en 1953 zijn nog steeds de beste grandslamresultaten van een Filipino uit de geschiedenis. In 1953 boekte Ampon succes op Wimbledon. Hij won er het Wimbledon Plate Championship. Dit was een toernooi voor spelers, die al vroeg waren uitgeschakeld in het hoofdtoernooi. Een ander Filipijns tennishoogtepunt was de geheel Filipijnse finale van het tennistoernooi van Oslo, waar Ampon het opnam tegen landgenoot en grootste Filipijnse rivaal Reymundo Deyro. Het toernooi werd gewonnen door Deyro.
In de finale van het herenenkelspel op de Aziatische Spelen van 1958 was het opnieuw Deyro die hem van de winst afhield. Samen met Deyro veroverde hij echter wel het goud in het herendubbelspel. Bovendien veroverde hij samen met zijn zus Desideria Ampon nog het brons in het gemengd dubbelspel.
Hij zou daarna nog zo'n tien jaar doorgaan met tennissen, voornamelijk in de Davis Cup. De laatste keer dat hij de Filipijnen vertegenwoordigde was in 1968, op 48-jarige leeftijd, waarmee hij zijn enkelspelsaldo op 34 gewonnen tegen 26 verloren partijen bracht – in het totaal won hij 40 wedstrijden en verloor hij er 35. Hij is daarmee nog steeds Filipijns recordhouder winstpartijen overall en winstpartijen in het enkelspel. Dat jaar won Ampon ook zijn laatste titel toen hij samen met Kenneth Tsui uit Hongkong de Chinese Recreational Club (CRC) Open mannendubbelspel titel won.
In 2000 werd Ampon verkozen tot een van de beste Filipijnse sporters van het millennium.

## Resultaten grandslamtoernooien
| Legenda | Legenda                          |
| ------- | -------------------------------- |
| g.t.    | geen toernooi gehouden           |
| l.c.    | lagere categorie                 |
| –       | niet deelgenomen                 |
| G       | uitgeschakeld in de groepsfase   |
| 1R      | uitgeschakeld in de eerste ronde |
| 2R      | uitgeschakeld in de tweede ronde |
| 3R      | uitgeschakeld in de derde ronde  |
| 4R      | uitgeschakeld in de vierde ronde |
| KF      | uitgeschakeld in de kwartfinale  |
| HF      | uitgeschakeld in de halve finale |
| F       | de finale verloren               |
| W       | het toernooi gewonnen            |
| w-v     | winst/verlies-balans             |

### Enkelspel
| Australian Open | –  | –  | –  | –  | –  | –  | –  | –  | –  |
| Roland Garros   | –  | –  | –  | 4R | 4R | 4R | KF | KF | –  |
| Wimbledon       | –  | –  | 2R | 3R | 3R | 2R | 2R | 3R | –  |
| US Open         | 2R | 3R | 4R | 3R | 3R | –  | 4R | –  | 1R |